# Пенза (Польща)
Пенза (пол. Pęza) — село в Польщі, у гміні Пйонтниця Ломжинського повіту Підляського воєводства.
Населення — 104 особи (2011).
У 1975-1998 роках село належало до Ломжинського воєводства.

## Демографія
Демографічна структура станом на 31 березня 2011 року:
|          | Загалом | Допрацездатний вік | Працездатний вік | Постпрацездатний вік |
| -------- | ------- | ------------------ | ---------------- | -------------------- |
| Чоловіки | 55      | 13                 | 33               | 9                    |
| Жінки    | 49      | 9                  | 28               | 12                   |
| Разом    | 104     | 22                 | 61               | 21                   |